# ميدان الملك عبد العزيز للفروسية
ميدان الملك عبد العزيز للفروسية الميدان الرئيسي لساباقات الخيول في المملكة العربية السعودية. يقع الميدان في العاصمة الرياض.

## التأسيس
تم تأسيس نادي الفروسية السعودي رسميًا عام 1385 هـ بأمر ملكي بهدف إقامة سباقات خيل تنافسية. مر النادي بالكثير من التطورات وبعد 40 عامًا من النشاط لم يعد ميدان السباق بالملز يستوعب مقتضيات البث والتحكم. فقرر النادي وبتوجيه من عبد الله بن عبد العزيز بإعداد الدراسة الأولية لبناء ميدان أرحب وأوسع يفي بأغراض الفروسية وتطورها، استقر الرأي على أن يكون المقر الجديد للميدان في الجنادرية واطلق عليه اسم ميدان الملك عبد العزيز للفروسية، ويغطي الميدان مساحة 9 كيلو مترات مربعة.

## الميدان
يتكون الميدان بشكل أساسي من:
- مضمار السباق الرئيسي، حيث يبلغ عرضه 24 متر ومحيطه 2.000 متر مع نهايتين مستقيمتين بطول 600 متر، وبإمكان المضمار استيعاب جميع مسافات سباق الخيل المعترف فيها عالميًا.
- مضمار التدريب: ويوجد على المحيط الداخلي لمضمار السباق الرئيسي.
- أبراج التصوير والإنارة: وعددها أربعة، كل برج مزود بآلات التصوير لالتقاط صور السباق عن بعد، كما توجد شاشه فيديو مساحتها 50 متر مربع مع لوحتين لعرض المعلومات للبث المباشر لكل سباق.
- منصة رئيسية: مساحتها 1.700 متر مربع، وتتكون من 6 طوابق تضم مرافق بث على أحدث التقنيات الفنية للمذيعين المحليين والأجانب ومدرجات مفتوحه تتسع لعدد 3.500 مشاهد.

## الخدمات المساندة
- مبنى النادي: روعي فيه الفصل بين الأعضاء والعائلات، ويضم أماكن منفصله تشمل على مطعمين وملاعب تنس والسكواش ومسبحين وملاعب أطفال وملاعب بولنج وغيرها.
- الساحة المركزية: تبلغ مساحتها 240 ألف متر تضم شبكه من الأقنية والمناطق الترفيهية والبحيرات الاصطناعية ومسارات الركض ونافورة في الوسط يبلغ ارتفاعها 16 متر.
- مصدات الرياح: وهي عباره عن حزام اخضر صناعي متواصل على ارتفاع 25 متر عن سطح الأرض ويتكون من اشجار النخيل واشجار مختلفة وأعشاب أرضيه وشبكه للري.[1][2][3]